# Costantino Patrizi Naro
Costantino Patrizi Naro, italijanski duhovnik, škof in kardinal, * 4. september 1798, Siena, † 17. december 1876.

## Življenjepis
16. junija 1819 je prejel duhovniško posvečenje.
15. decembra 1828 je bil imenovan za naslovnega nadškofa Filipov; škofovsko posvečenje je prejel 21. decembra istega leta.
16. januarja 1829 je bil imenovam za apostolskega nuncija in 2. julija 1832 za prefekta znotraj Rimske kurije.
23. junija 1834 je bil povzdignjen v kardinala in pectore.
11. julija 1836 je bil imenovan za kardinal-duhovnika S. Silvestro in Capite.
6. julija 1839 je bil imenovan za prefekta Kongregacije za škofe in ustanove posvečenega življenja
20. aprila 1849 je postal kardinal-škof Albana in 27. junija 1854 za prefekta Kongregacije za obrede. 
10. oktobra 1860 je postal tajnik v Rimski kuriji in 17. decembra istega leta za kardinal-škofa Sabine e Poggio Mirtete. 8. oktobra 1870 je bil imenovan še za kardinal-škofa Ostie.
Umrl je 17. decembra 1876.